# يسار اجتماعي
اليسار الاجتماعي هو مفهوم سياسي يصف التيارات والمجاميع السياسية التي لا ترتبط بأيدلوجية محددة وتجمع قوامها التنظيمي عبر البرامج السياسية والاجتماعية المستمدة من الفكر اليساري بشكل عام والشيوعي بشكل خاص في معظم الأحيان، تتكون التيارات اليسارية الاجتماعية من أفراد أو منظمات تتحالف على برنامج سياسي يتفقون عليه وفي معظم الأحيان يكون مستمداً من الماركسية وبرامجها المجتمعية والسياسية.

## نشأة
لم يظهر اليسار الاجتماعي كحالة سياسية في مرحلة بعينها ولا بتاريخ محدد لكنه نما بعد إعادة ترتيب اليساريين لأوراقهم بعد انهيار الاتحاد السوفيتي ونجاح التجارب الاجتماعية لليسار اللاتيني كما في فنزويلا وبوليفيا،ثم انتشرت ظاهرة اليسار الاجتماعي في أوروبا عبر بعض المنظمات السياسية مثل بوديموس و سيريزا والجبهة الحمراء في فرنسا.
لا يعتبر اليسار الاجتماعي تصنيفاً سياسياً لتنظيم أو حركة أو اتحاد بل هو سمة تجمع الموافقين على البرامج اليسارية من كافة الانتماءات المختلفة.

## منظمات يسارية اجتماعية
— سيريزا
—بوديموس